# دیوید سی. نوواک
دیوید سی. نوواک، (به انگلیسی: David C. Novak) (زاده ۱۹۵۳) کارآفرین، بازرگان و مدیر ارشد اجرایی آمریکایی است، که در حال حاضر به‌عنوان مدیر عامل اجرایی و رییس هیئت مدیره شرکت یام! برندز فعالیت می‌کند. وی سابقه فعالیت در شرکت‌هایی چون پپسی‌کو، جی‌پی مورگان چیس و بانک وان را نیز دارا می‌باشد.